# 阿姆劳蒂
阿姆劳蒂是印度马哈拉施特拉邦阿姆勞蒂縣的一座城市。